# فوينتيدوينيا دي تاجو
فوينتيدوينيا دي تاجو (بالإنجليزية: Fuentidueña de Tajo)‏ هي بلدية ومدينة في منطقة الحكم الذاتي وتقع في منطقة مدريد في وسط إسبانيا. تبلغ مساحة هذه المدينة 60.6 (كم²)، ويبلغ عدد سكانها 2081 نسمة حسب إحصاء سنة 2009 م.

## وصلات خارجية
- الموقع الرسمي